# 松山メアリ
松山 メアリ（まつやま メアリ、1991年9月2日 - ）は、日本のタレント、女優。兵庫県神戸市出身。夫は俳優の武田航平。

## 略歴
中学の部活帰りにスカウトされて芸能界入り。
2007年、映画『ライラの冒険/黄金の羅針盤』のライラ役の日本版吹き替え声優を決定するGyaOのギャオーディションのファイナリストになる。
2009年から2014年までは、ユニットbump.yのメンバーとしても活動していた。
映画『牙狼<GARO> 〜RED REQUIEM〜』でヒロイン烈花役を演じ、以後牙狼シリーズに同役で度々出演している。また同シリーズでは、出演者4人によるガールズユニット「魔戒歌劇団」としても活動していた。
2019年の10月1日には、事務所を退所したことをSNSで報告、現在は活動拠点を関西に移しタレント活動を行っている。
『ヨメ代行はじめました。』で共演した俳優の武田航平と2020年末に結婚したことが、2021年1月13日に明らかになった。

## 人物
- 特技は、新体操（全国大会出場経験2回）とバレエ（レッスン経験8年）[1]。
- 妹がいる[7]。

## 出演

### テレビドラマ
- 死化粧師 第1話「美しい最期を」（2007年10月5日、テレビ東京）
- 栞と紙魚子の怪奇事件簿（2008年1月5日 － 3月29日、日本テレビ） - 鴻鳥友子 役
- 東京少女桜庭ななみ 第1話「恋より大切なこと」（2008年6月7日、BS-i (現・BS-TBS)） - 千夏 役
- ハンマーセッション!（2010年7月10日 - 9月18日、TBS） - 早乙女耀子 役
- URAKARA 第7話（2011年2月25日、テレビ東京） - 漆原カレン 役
- アスコーマーチ〜明日香工業高校物語〜（2011年4月 - 6月、テレビ朝日） - 長沼杏子 役
- 牙狼〈GARO〉シリーズ（テレビ東京） - 烈花 役
  - 牙狼〈GARO〉〜MAKAISENKI〜（2011年10月 - 2012年3月）
  - 牙狼〈GARO〉-魔戒烈伝- 第1・8・12話（2016年4月8日・5月28日・6月25日）
  - 絶狼〈ZERO〉-DRAGON BLOOD-（2017年1月 - 3月）
- 名探偵コナンドラマスペシャル 工藤新一 京都新撰組殺人事件（2012年4月12日、読売テレビ） - 林原桃香 役
- ヨメ代行はじめました。（2013年1月10日 - 3月28日、関西テレビ） - 主演・さとみ 役
- なぜ東堂院聖也16歳は彼女が出来ないのか? 第5話（2014年11月17日、名古屋テレビ） - 桐島まどか 役
- まっしろ 第1話、第5話〜第6話 （2015年1月13日・2月10日、TBS） - 春日麗 役
- 黒の斜面（2016年1月24日、テレビ朝日） - 佐藤愛美 役
- 土曜ワイド劇場『司法教官・穂高美子5』（2016年10月29日、テレビ朝日） - 三浦麗子 役
- 水曜ミステリー9『警視庁強行犯 樋口顕3』（2016年12月21日、テレビ東京） - 安達恭子 役
- 棟居刑事シリーズ10 棟居刑事の凶縁（2017年9月28日、テレビ朝日） - 品川春奈 役
- ハケンのキャバ嬢・彩華 第3話（2017年10月30日、朝日放送[注 1]） - 凛 役[8][9]

### ネットドラマ
- TSC東京ガール（2008年9月30日 - 12月）主役 - 見城ミキ役[注 2]
- ラブ・スウィング〜色々な愛のかたち〜（2012年12月20日 - 全12話、BeeTV）
- ハケンのキャバ嬢・彩華 第3話（2017年10月23日、AbemaTV[注 1]） - 凛 役

### DVDドラマ
- ビットバレット （2008年12月5日 - 2009年2月）主役 - 南メアリ 役

### 映画
- 三十九枚の年賀状（2008年） - 千鶴 役
- ハプニング（2008年）
- 牙狼〈GARO〉シリーズ
  - 牙狼〈GARO〉〜RED REQUIEM〜（2010年） - 魔戒法師 烈花 役
  - 牙狼外伝 桃幻の笛（2013年） - 魔戒法師 烈花 役
  - 牙狼〈GARO〉-月虹ノ旅人-（2019年） - 笑う女 役
- 大奥〜永遠〜［右衛門佐・綱吉篇］（2012年） - 豊子 役
- 県庁おもてなし課（2013年）

### アニメ映画
- ナットのスペースアドベンチャー３Ｄ（2009年3月28日） - ケイティ役 声優

### 舞台
- 女信長 （2009年6月5日 - 21日・6月26日 - 28日、青山劇場・シアターBRAVA!） - 御市 役
- 大和三銃士 虹の獅子たち（2013年10月3日～10月27日、新橋演舞場）
- 朗読劇「夏の夜の夢」（2016年8月、日本橋公会堂）
- さよならチャーリー（2018年10月31日、兵庫県立芸術文化センター 阪急中ホール、2018年11月13日 - 16日、東京三越劇場＜日本橋三越本店＞） - ラスティ役

### CM
- くめ納豆　秘伝金印「くめ家」篇
- ミツカン「くめ納豆　秘伝金印ミニ３」
- ユニ・チャーム「チャームソフトタンポン」（2011年)
- レオパレス21「アルマーレツアー 篇」（2013年5月～10月）
- ブルボン「ラシュクーレ」(2015年2月 - )
- ムクベル（2017年4月 - ）
- キャビン＆カプセルホテルJ-SHIP大阪難波（2020年1月 - )

### バラエティ
- 週刊プラチケ!（2010年4月9日 - 2010年9月24日、関西テレビ）
- 情熱★エンためファクトリー どっキング!!!（2010年10月12日 - 2011年4月5日、関西テレビ）
- PON!（2011年3月28日 - 2012年3月26日 、日本テレビ） - 月曜日レギュラー
- 城島茂の週末ナビ ココイコ!（2011年10月1日 - 2012年3月31日、テレビ朝日） - レポーター
- ピーチ流!（2014年10月5日 - 2015年4月5日、読売テレビ)
  - すもももももも!ピーチCAFÉ（2015年4月11日 ‐ ）
- 牙狼〈GARO〉金狼感謝祭2016生放送 (2016年11月23日、ファミリー劇場HD)
- おとな旅あるき旅（2018年9月15日 - 、テレビ大阪）

### 報道番組
- ゆうがたLIVEワンダー → みんなのニュースワンダー（2015年3月30日 - 2017年3月24日、関西テレビ） - リポーター
- 報道ランナー（2017年3月27日 - 、関西テレビ） - リポーター

### ラジオ
- もっともゴチャ・まぜっ!（2010年4月10日 - 2010年10月16日、MBSラジオ）
- また×2ゴチャ・まぜっ!（2010年10月17日 - 2011年10月、MBSラジオ）

## 作品

### 写真集
- メアリアル（2008年3月、彩文館出版、撮影：西條彰仁）ISBN 978-4-7756-0294-2

### DVD
- メアリアル （2008年4月28日、オルスタックソフト販売）
- 〜春の章〜妹・日和 （2008年12月19日、リバプール アイドルニッポンレーベル）
- 〜夏の章〜ひとりぼっちの… （2009年5月29日、リバプール アイドルニッポンレーベル）
- 〜秋の章〜スウィートスクールメアリー （2010年6月25日、リバプール アイドルニッポンレーベル）
- 〜冬の章〜あなただけのドール （2010年9月24日、リバプール アイドルニッポンレーベル）
- メアリの休日（2017年9月2日、イーネットフロンティア）
- ふたりっきり （2018年6月22日、竹書房）